# Zwarte mierklauwier
De zwarte mierklauwier (Thamnophilus nigriceps) is een zangvogel uit de familie Thamnophilidae (miervogels).

## Verspreiding en leefgebied
Deze soort komt voor in Panama en Colombia en telt twee ondersoorten:
- T. n. nigriceps: oostelijk Panama en noordwestelijk Colombia.
- T. n. magdalenae: noordelijk Colombia.

## Status
De grootte van de populatie is in 2019 geschat op 20.000-50.000 volwassen vogels. Op de Rode lijst van de IUCN heeft deze soort de status niet bedreigd.